# Vademecum

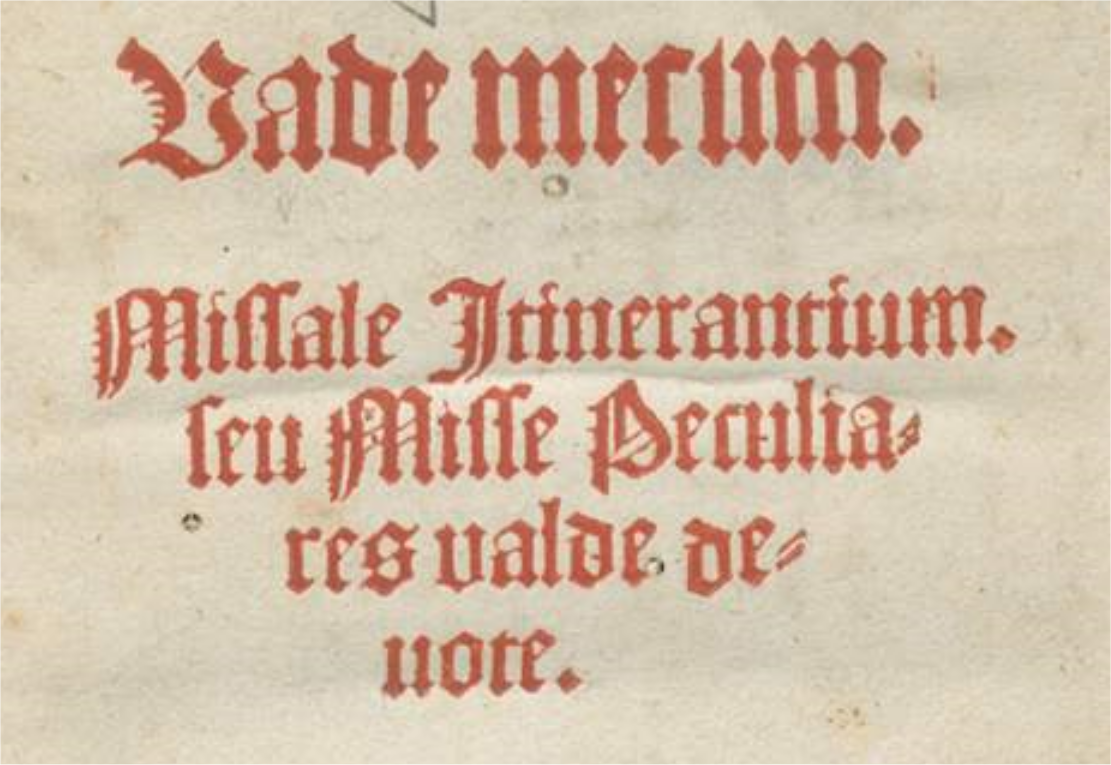
Vade mecum. Missale Itinerantium (Druck Nürnberg 1510). Aus dem Titelblatt einer Sammlung liturgischer Texte für den Gebrauch auf Reisen

Ein Vademecum (deutsch auch Vademekum geschrieben, Plural die Vademecums bzw. Vademekums) ist ein Heft oder handliches, kleinformatiges Buch, das als nützlicher Begleiter bei der Berufsausübung, auf Reisen oder in sonstigen Lebenslagen am Körper in einer Tasche mitgeführt werden kann. Im weiteren Sinne versteht man darunter heute auch ein Titelwort für Handbücher, Leitfäden und Ratgeberliteratur aller Art.

## Herkunft
Der Ausdruck entstand durch Zusammenziehung der lateinischen Aufforderung vade mecum! („geh mit mir!“). Er wurde seit dem Ausgang des Mittelalters, anfangs sowohl in Getrennt- als auch in Zusammenschreibung, als Gattungsbezeichnung und Titelwort für zunächst hauptsächlich theologische und liturgische, dann seit dem 16. Jahrhundert vor allem für medizinische Kompendien und Handbücher gebraucht. Seither hat er sich als ein gängiges Titelwort für Handbücher, Leitfäden und Ratgeberliteratur aller Art etabliert.
Eine alternative, im Deutschen unübliche, aber in romanischen Ländern vergleichsweise häufiger auch bis in die Neuzeit gebräuchliche Bezeichnung ist Venimecum bzw. veni mecum („komm mit mir!“). In der theologischen Literatur wurde sie besonders durch ein dem Franziskaner Guillaume de Vorillon (Guillelmus Vorilongus; † 1463) zugeschriebenes Kompendium bekannt, das auch als Vade mecum oder Repertorium propositionum que sunt contra Scotum betitelt wurde und zur Erkennung von Lehrsätzen dienen sollte, die mit dem Scotismus unvereinbar sind. In der medizinischen Literatur war als Veni mecum besonders eine auch als Enchiridion betitelte Sammlung von Rezepten und Consilien des Turiner Arztes Pietro Bairo (Petrus Bayrus; † 1518) bekannt. Im Italienischen hat dieses Wort auch die Formen (gemischt lateinisch-italienisch) venimeco und (italienisch) vienimeco ergeben.